# Cacine (Guinea-Bissau)
Cacine ist eine Ortschaft im Südwesten Guinea-Bissaus mit 977 Einwohnern (Stand 2009). Sie ist Sitz des gleichnamigen Sektors mit einer Fläche von 613 km² und 15.648 Einwohnern (Stand 2009), vornehmlich Balanta mit teils bedeutenden Minderheiten von Nalu, Fulbe, Tanda, Djacanca und Sousso.
Cacine ist der südlichste Sektor Guinea-Bissaus.
Der hier verlaufende Fluss Rio Cacine ist Namensgeber der Stadt.

## Geschichte
Im Portugiesischen Kolonialkrieg, der in Guinea-Bissau von 1963 bis 1974 dauerte und besonders intensiv geführt wurde, war das Gebiet des heutigen Sektors Cacine mehrmals Schauplatz gegenseitiger Kommandounternehmen und Belagerungen. Grund war die Grenzlage zum südlichen Nachbarn Guinea-Conakry, von wo aus die guinea-bissauische Unabhängigkeitsbewegung PAIGC einen Großteil ihrer Aktionen und ihren Nachschub organisierte.

## Gliederung
Der Hauptort Cacine ist in zwei Viertel (Bairros) gegliedert, der Ortsteil Bairro 1 hat 467 und Bairro 2 540 Einwohner.
Der Sektor Cacine umfasst insgesamt 99 Ortschaften, ganz überwiegend ländliche Dörfer (Tabancas). Eines trägt kurioserweise den Namen Berlins (portugiesisch: Berlim) und hat 164 Einwohner, ein anderes den Namen des Iraks (portugiesisch: Iraque) mit 95 Einwohnern.
Zu den wichtigsten Ortschaften im Sektor gehören (Stand 2009):
- Cameconda (580 Einwohner)
- Canefaque (666 Einwohner)
- Cassabetche (378 Einwohner)
- Cassaca (434 Einwohner)
- Cassumba (373 Einwohner)
- Dari-Linda (750 Einwohner)
- Gadamael Porto (477 Einwohner)
- Sanconha (960 Einwohner)

## Wirtschaft und Sehenswürdigkeiten
Landwirtschaft bestimmt die Ökonomie im Sektor Cacine, insbesondere Reis, Mangos, Maniok und Ölpalmen, meist jedoch nur in Subsistenzwirtschaft. Dazu ist der Fischfang in den umliegenden Flüssen zu nennen.
Der Nationalpark Parque Nacional das Florestas de Cantanhez liegt zu einem Teil im Sektor Cacine. Die geografische Abgeschiedenheit der Region und die schlechte Straßenanbindung an den Rest des Landes sorgen für eine weitgehend intakte Natur. Der Urwald von Cantanhez mit seiner üppigen Flora und der reichen Fauna mit zahlreichen Säugetieren, Amphibien und Vögeln kann sich in dem 1.057 km² großen Gebiet daher weitgehend unbeeinflusst entfalten. In dem vom WWF zu den 12 bedeutendsten WWF-Ökoregionen auf der Erde gezählten Naturpark führen ausgebildete Parkwächter und Guides die Besucher entlang verschiedener Routen durch das Gebiet.